# Sztéfanosz Evangélu
Sztéfanosz Evangélu, (görögül: Στέφανος Ευαγγέλου; Athén, 1998. május 12. –) görög utánpótlás-válogatott labdarúgó, a Nyíregyháza Spartacus játékosa.

## Pályafutása

### Klubcsapatokban
Evangélu a görög Panióniosz és a Panathinaikósz akadémiáin nevelkedett, a görög élvonalban 2017. január 15-én mutatkozott be a Panathinaikósz színeiben egy AÉK elleni mérkőzésen. 2018 és 2020 között az Olimbiakósz kötelékébe tartozott, azonban az első számú csapatban egyetlen mérkőzésen sem lépett pályára; a 2018–2019-es idényben a PASZ Jánina, a 2019–2020-as idényben pedig a Panióniosz csapatában szerepelt kölcsönben. A 2020–2021-es idényben a Górnik Zabrzeben kilenc mérkőzésen lépett pályára a lengyel élvonalban. 2021 és 2023 között a moldáv Sheriff Tiraspol játékosa volt; a 2021–2022-es idényben moldáv bajnok és kupagyőztes lett a csapattal, valamint pályára lépett az Európa-liga egyenes kieséses szakaszában. 2023 nyarán leigazolta őt a horvát élvonalbeli Osijek csapata.

### A válogatottban
Többszörös görög utánpótlás válogatott, tagja volt a 2015-ös U17-es labdarúgó-Európa-bajnokságon szerepelt csapatnak.

## Sikerei, díjai
Sheriff Tiraspol
- Moldáv bajnokság
  - Bajnok: 2021–2022
- Moldáv kupa
  - Győztes: 2021–2022

#### Közösségi platformok
- Sztéfanosz Evangélu az Instagramon

#### Egyéb weboldalak
- Sztéfanosz Evangélu adatlapja a Transfermarkt oldalán (angolul)
- Sztéfanosz Evangélu adatlapja a Soccerway oldalon (angolul)
- Sztéfanosz Evangélu adatlapja a worldfootball.net oldalon (angolul)
- Stefanos Evangelou (magyar nyelven). hlsz.hu
- Sztéfanosz Evangélu adatlapja a(z) MLSZ weboldalán (magyarul)
- Sztéfanosz Evangélu a 90minut.pl oldalon (lengyelül)
- „Stefanos Evangelou NOVI IGRAČ NK OSIJEK”, nk-osijek.hr, 2023. június 20. (Hozzáférés: 2023. szeptember 7.)